# Macracanthopus schoutedeii
Macracanthopus schoutedeii es una especie de mantis de la familia Mantidae.

## Distribución geográfica
Se encuentra en Angola y Congo.